# Fields of the Nephilim
Fields of the Nephilim — британський готик-рок-гурт з англійського графства Гартфордшир, утворений у 1984 році.
Одна з основних готичних груп 80-х, одні з основоположників готик-року, на рівні з The Sisters of Mercy і The Mission залишила у спадок шанувальникам п'ять номерних альбомів (рахуючи посмертний подвійний збірник), які увійшли в золотий фонд світової готичної музики. Через внутрішні суперечкі колектив розпався ще у 1991 році. На його руїнах утворилося кілька проектів, які не здобули визнання.
Наприкінці девяностих років, після довгих років поневірянь, колектив усе ж вирішив возз'єднається (на хвилі підйому готики і загальної тенденції до возз'єднання ранніх готичних гуртів) — вони відновили концертну діяльнсть, а також видали нові релізи. Останній, на сьогодні, студійний альбом гурту — Mourning Sun виданий у 2005-му році.
Франтовство, любов до загадок і театральних ефектів — невід'ємна риса іміджу Fields of the Nephilim. Таємницею овіяне вже сама назва групи, натхненна міфами про ангела Нефіліма, який відкрив людству секрети магії та медицини.

## Історія

### Формування
Поля Нефіліми — Fields of the Nephilim — були вперше засіяні у 1984 році в провінційному англійському містечку Стівенейдж, графство Хердфордшір. Стартовий склад являв собою квартет, об'єднаний дружніми та родинними зв'язками: лід-вокаліст Карл Маккой (нар. 18 січня 1963 в Лондоні), гітарист Пол Райт (Paul Wright), його брат Нод (Nod) за барабанами, бас-гітарист Тоні Петтіт (Tony Pettit) і саксофоніст Гарі Уіскер (Gary Whisker). Квінтет швидко визначився зі своєю метою, уже в перший рік існування поставши перед публікою у всеозброєнні, з оригінальним саундом і нетривіальним сценічним образом. Відігравши десятки концертів у всіх точках, де їх погоджувалися слухати, в кінці того ж 1984 року група презентувала перший міні-диск «Burning the Fields», виданий самим скромним тиражем — всього 500 примірників. Запис дебюту стала першою і останньою студійною роботою для Гарі Уіскера, а замість пішов саксофоніста в колективі з'явився другий гітарист Пітер Єйтс (Peter Yates).
З усіх мисливців за молодими талантами швидше за інших зорієнтувалася рекорд-компанія Beggar's Banquet, домівку гот-рокерів Southern Death Cult та Bauhaus. Саме цей лейбл випустив в 1986-му році два сингли Fields of the Nephilim «Power» і «Preacher Man». Фурору вони не викликали, але в незалежних чартах зуміли постояти за себе, а «Preacher Man» навіть фінішував під другим номером. Первісному успіху дуже допомогли супровідні відеокліпи, які відрізнялися нестандартним візуальним рядом. Зйомки цих роликів група довірила Річарду Стенлі (Richard Stanley), режисерові фільму «Hardware», який створив оригінальну картинку.

### Дебют та шлях до успіху
Дебютна платівка Fields of the Nephilim «Dawnrazor» датується 1987 роком. «Багатий, інтенсивний саунд і тужливі інтонації викликають в уяві фантастичні образи, навіяні надією і первісним жахом», — так охарактеризував альбом один із рецензентів. Відсилаючи до таких, здавалося б, несумісним «першоджерел», як Sisters of Mercy і Енніо Морріконе, «Dawnrazor» виявився сильнішим, багатообіцяючим дебютом, який давав щедру їжу для найсміливіших прогнозів. У інді-чартах диск відчував себе цілком упевнено, а хіт-синглу «Blue Water» вдалося прорватися і до самої широкої поп-аудиторії.
Влітку 1988 року другий альбом «The Nephilim» добрався вже до 12-го рядка поп-чарта, підтриманий міцним синглом «Moonchild», який можна назвати свого роду архетипом саунду Fields of the Nephilim. Під конвертом пластинки, прикрашеним зображенням стародавньої книги з дивовижними символами, слухачів чекала елегантно спродюсована і потужно зіграна музика, повна похмурої краси і сили, у чомусь близька за стилістикою раннім Pink Floyd. За матеріалами своїх вражаючих живих виступів в тому ж 1988-му році команда підготувала концертний альбом і підбірку відеоматеріалів «Forever Remain».
Випущений в 1990-му альбом «Elizium» можна було сміливо назвати творчою кульмінацією команди — це стосувалося як музики, так і овіяних таємницею текстів. Карл Маккой, захоплений в цей час ідеєю золотого перетину, зумів втілити цей образ на різних рівнях, надавши записи особливу глибину і таємничість. Промо-сингл «Psychonaut», перша ластівка третій лонг-плея, користувався помітним успіхом у рок-фанів.
У зовсім незвичайну обстановку потрапляли шанувальники команди на їх живих шоу: вони ставали учасниками загадкового дійства, що нагадував ритуал і втягує у свій вир кожного з присутніх. Частково цю незвичайну атмосферу передає подвійний живий альбом «Earth Inferno», виданий наприкінці 1990 року одночасно з виходом в ефір концертного відеоролика «Visionary Heads».

### Розпад
На початку 1991 році естафету в радіо-і телеефірі підхопили нові сингли «For Her Light» і «Sumerland (Dreamed)». А Карл Маккой між тим вже прийняв для себе історичне рішення. Відігравши прощальний концерт у рамках лондонського фестивалю Fire Festivals, в жовтні 1991 року він покинув Fields of the Nephilim і забрав назву разом із собою.
Залишившись втрьох, Пол Райт, його брат Нод і Тоні Петтіт запросили нового вокаліста Алана Ділені (Alan Delaney) і записали альбом «What Starts, Ends» (1992). На обкладинці красувалася ім'я нової команди — Rubicon. Це ж назва з'явилася на афішах, розклеєних у містах Великої Британії та Західної Європи, коли свіжоспечений квартет гастролював з концертами на підтримку свого дебюту.
Тим часом Маккой, залишивши від минулого назви тільки слово Nefilim, взявся за роботу. У 1994 році він по старій пам'яті взяв участь у підготовці подвійного ретроспективного диска «Revelations», а в 1996-му представив перший сингл The Nefilim «Penetration», зустрінутий дуже неоднозначно. Одні побачили в цьому релізі ренегатство по відношенню до саунду Fields of the Nephilim, інші, навпаки, сприйняли його як повне розкриття того потужного потенціалу, який у творчості минулого команди був присутній лише натяком. Подальшому розвитку цих натяків Маккой присвятив перший повноформатний альбом The Nefilim «Zoon» (1996).
Явне відступ від «звичайного» стилю Маккоя, нові пісні ґрунтувалися на тих елементах рок-канону, яких музикант раніше ніколи не торкався. Взявши до уваги що відбулися за п'ять років його відсутності у бізнесі зміни (сплав індастріела і металу в саунді Nine Inch Nails і White Zombie, поширення екстремально гучних, брутальних варіантів блек-металу і ню-метал), Маккой змінив вивірене звучання своєї першої групи наприкінці 80-х на захоплююче важкий, жирний, брудний саунд. Відігравши кілька концертів в рамках промо-туру, команда оголосила про скасування решти запланованих виступів, чим викликала хвилю чуток про передчасну кончину цього проекту.
У 1997 році шанувальники Маккоя знову отримали поживу для роздумів: з найближчого оточення музиканта стало відомо про його зустріч в Атланті з Тоні Петтітом і братами Райт, на якій вони обговорювали можливість відродження Fields of the Nephilim в оригінальному складі і на тих же стилістичних підставах. Коли чутки вже майже вичерпалися, не отримуючи більше підживлення, в інтерв'ю німецькому журналу «Zillo» музиканти офіційно оголосили про прийдешнє возз'єднання. Хоча організувати камбек в найкращому вигляді вдалося далеко не відразу. У 2000 році для розминки квартет проїхав за європейськими рок-фестивалям, виступивши на чотирьох з них як хедлайнери і збираючи на свої шоу до 60 тисяч чоловік. Програма цих концертів будувалася на 99 % з старого, давно випробуваного матеріалу. За таким же принципом компонували й альбом «From Gehenna to Here» (2001), метою якого було нагадати найкращі сторінки творчої біографії Fields of the Nephilim. Трек-лист включав два перших міні-диска і по парі-трійці номерів з кожного альбому — перш за все ті, які стали концертними фаворитами.
Скучили за новинками шанувальники команди покладали особливі надії на новий лонг-плей «Fallen», виданий восени 2002 року, через 12 років після останніх спільних сесій. Однак новим його можна було назвати з великою натяжкою. Навіть самі учасники колективу поспішили відхреститися від цього релізу, який готувався випусковим лейблом без узгодження з ними і являв собою добірку невиданих (а іноді і не закінчених) демо-матеріалів. Цікаво, що навіть в такому далеко не ідеальному вигляді музика Fields of the Nephilim виявилася цілком гідної якості, отримавши високу оцінку критиків.
Роком тріумфального повернення Fields of the Nephilim на сцену став 2005-й року, коли був випущений перші за 15 років альбом із новим матеріалом «Mourning Sun». Записував його Карл Маккой вже без своїх колег — за допомогою музикантів-примар, за його ж визначенням. Диск включив в себе 7 атмосферних епіки по 7-10 хвилин кожен, живо нагадують про часи «Elisium», але виявляють і виразне вплив «Zoon». У 2006-му році Fields of the Nephilim збираються познайомити зі своїми новими піснями фанів по всій Європі, з якою метою відправляться в масштабне турне. І схоже, що шанувальникам легенларной групи доведеться тепер уже розпрощатися з думкою коли-небудь побачити Fields of the Nephilim в їх золотому складі. Як стверджує керманич Карл Маккой, возз'єднання з його колишніми колегами «малоймовірно».

## Дискографія

### Альбоми
- 1986 — Dawnrazor
- 1988 — The Nephilim
- 1988 — BBC Radio 1 - Live in Concert
- 1990 — Elizium
- 1991 — Earth Inferno (live)
- 1991 — Laura
- 1993 — Revelations
- 2001 — From Gehenna To Here
- 2002 — Fallen
- 2005 — Mourning Sun

### EP's
- 1985 — Burning The Fields
- 1986 — Returning To Gehenna

### Сингли
- 1986 — Power
- 1987 — Preacher Man
- 1987 — Blue Water
- 1989 — Moonchild
- 1989 — Psychonaut
- 1990 — For Her Light
- 1990 — Sumerland
- 2000 — One More Nightmare (Trees Come Down A.D.)
- 2002 — From The Fire

### Відео
- 1988 — Forever Remain (live)
- 1989 — Morphic Fields
- 1991 — Visionary Heads (live)
- 1993 — Revelations